# Бенгтссон, Тереза
Анна Тереза Бенгтссон (швед. Anna Therese Bengtsson; род. 13 февраля 1979, Эслёв, Мальмёхус) — шведская гандболистка, вратарь. Участница летних Олимпийских игр 2008 года.

## Биография
Тереза Бенгтссон родилась 13 февраля 1979 года в шведском городе Эслёв.
Первую часть игровой карьеры провела в чемпионате Швеции, где до 1998 года выступала за «Эслёв», затем за «Сконелу» (1998—2000), «Стокгольмполисенс» (2000—2001), после чего вернулась в «Эслёв» (2001—2005). В составе «Эслёва» дважды в 2002 и 2003 годах выигрывала чемпионат Швеции.
В 2005—2007 годах выступала за норвежский «Бьорнар», в 2007—2008 годах — за немецкий «Лейпциг», в составе которого в сезоне-2007/08 завоевала Кубок Германии.
После этого вернулась в Швецию, где в 2008—2011 годах снова выступала за «Эслёв». Родив дочь в 2011 году, попыталась возобновить карьеру, но из-за проблем с коленом не смогла снова заиграть и перешла на тренерскую работу в клубе. Однако в сезоне-2016/17 снова играла в «Эслёве».
В 2006 году в составе женской сборной Швеции участвовала в домашнем чемпионате Европы, где шведки заняли 6-е место.
В 2008 году вошла в состав женской сборной Швеции по гандболу на летних Олимпийских играх в Пекине, занявшей 8-е место. Играла на позиции вратаря, провела 8 матчей.
В 2001—2008 годах провела за женскую сборную Швеции 33 матча.

## Семья
Муж — Юваль Юнгман, шведский гандболист, вратарь, тренер.
Есть двое детей.